# Lodo Rete 4
Per Lodo Rete 4 si intende un insieme di vicende giudiziarie, sentenze e leggi emanate dal parlamento italiano, riguardanti Rete 4 e la disputa circa l'occupazione delle frequenze analogiche necessarie a trasmetterne il segnale.

## Gli anni 1980 e l'"occupazione dell'etere"
All'inizio degli anni ottanta tutte le frequenze televisive disponibili per gli operatori privati erano già state occupate in quanto in Italia, a differenza degli altri paesi europei, era avvenuta una rapida proliferazione di centinaia di emittenti locali, alcune delle quali avevano iniziato a trasmettere anche su scala extraregionale. La legge d'altronde non prevedeva, ma nemmeno escludeva, la possibilità per i privati di interconnettere i propri ripetitori situati in regioni diverse in modo da poter trasmettere lo stesso programma su tutto il territorio nazionale. Inoltre la sentenza n. 202 della Corte costituzionale (1976) nel confermare il monopolio pubblico su scala nazionale, aveva stabilito che nulla vietava le trasmissioni in ambito locale. Sfruttando la mancanza di un divieto esplicito, nel 1980 l'emittente Canale 5, di proprietà della Fininvest presieduta da Silvio Berlusconi, cominciò a diffondere dai suoi ripetitori, sparsi su tutto il territorio nazionale, gli stessi programmi preregistrati su videocassette. I ripetitori locali trasmettevano con minime differenze di orario gli uni dagli altri, quindi la legge era rispettata sul piano formale anche se la programmazione era nei fatti a diffusione nazionale.
Nell'estate del 1981, in attesa di una nuova sentenza della Corte costituzionale, Berlusconi dichiarò che non si può fare televisione se non si è collegati con tutto il paese e con l'estero; il 14 luglio la Corte si espresse ribadendo il limite per i privati a trasmettere solo in ambito locale.
Forte di questa sentenza, il 1º febbraio 1982 la Rai si rivolse alla magistratura denunciando Canale 5 di Fininvest, Italia 1 di Rusconi e Rete 4 di Mondadori per «la contemporaneità delle trasmissioni, non via etere, ma a mezzo videocassette preduplicate su varie emittenti, intaccando così il privilegio monopolistico», dal momento che i tre network avevano già interconnesso i propri ripetitori e trasmettevano su tutto il territorio nazionale.
Anche l'Associazione nazionale teleradio indipendenti (ANTI), nata nel 1974, si rivolse alla magistratura nel 1982 accusando i networks di «avere realizzato la diffusione su scala nazionale di uno stesso programma». Il Parlamento non intervenne, nonostante in quello stesso anno il ministro delle poste e delle telecomunicazioni Remo Gaspari affermò di avere l'intenzione di disattivare gli impianti di trasmissione delle tre reti.

## L'acquisto di Rete 4 da parte di Fininvest e gli interventi del governo Craxi
Nel luglio 1984 Mondadori decise di vendere la propria quota di maggioranza in Rete 4 perché l'emittente era in perdita. Il presidente Mario Formenton chiese aiuto all'ingegner Carlo De Benedetti per trovare un valido acquirente e risolvere la crisi. Ben presto circolarono voci su una trattativa in corso tra Mondadori e l'imprenditore edile Vincenzo Romagnoli, proprietario del Gruppo Acqua Marcia, voci che poi trovarono conferma qualche giorno dopo. Negli articoli citati si afferma che la crisi che Rete 4 stava subendo era causata perlopiù dalla guerra, per gli ascolti e per le tariffe pubblicitarie, in corso tra essa e Canale 5 di Silvio Berlusconi: l'accordo con Romagnoli, che era un imprenditore edile proprio come Berlusconi, avrebbe dovuto dare inizio ad una fase di collaborazione tra le due reti concorrenti, sia sul piano pubblicitario che su quello tecnico.
Nei successivi giorni, però, emersero dei dubbi sulla tenuta finanziaria del gruppo di Romagnoli dal momento che, per l'acquisto di Rete 4, Mondadori chiedeva almeno 110 miliardi di lire. Siccome il gruppo di Romagnoli non poteva affrontare questo acquisto "da solo", la Mondadori cercò di sollecitare il gruppo Acqua Marcia per conoscere l'identità di coloro che, assieme al già citato gruppo, avrebbero acquisito le quote di maggioranza di Rete 4.
Il 2 agosto 1984 la trattativa venne interrotta perché si scoprì che nella cordata di compratori della rete era presente anche la Fininvest; inoltre, sembra che alla base della mancata trattativa ci siano state valutazioni discordanti tra i contraenti sul costo dei programmi da comprare. Qualche settimana dopo si avviarono le trattative di vendita di Rete 4 a Berlusconi mediate da Enrico Cuccia presso Mediobanca.
Il 27 agosto 1984 Fininvest chiuse l'accordo con Mondadori per la costituzione della società "Sedit - Retequattro", partecipata al 50% da Mondadori e al 50% da Fininvest, che avrebbe controllato l'emittente televisiva. L'operazione fu vista in qualche maniera come eclatante, poiché Berlusconi possedeva già due reti televisive nazionali, Canale 5 ed Italia 1. Con l'acquisizione di Rete 4 si veniva a delineare un monopolio dell'emittenza privata esclusivamente in mano a Fininvest; Berlusconi, dal canto suo, negò la sussistenza di una tale situazione e definì invece l'operazione come un'alleanza tra la Fininvest, il più grande gruppo televisivo italiano, e la Mondadori, azienda leader nel campo della carta stampata. Quest'operazione causò diverse reazioni: ci fu chi invocò l'intervento dello Stato per una definitiva legge sulle TV private, chi rimase deluso per la negligenza dello Stato stesso che non aveva fatto nulla in merito e chi auspicò una maggiore attenzione verso la situazione economica del cinema italiano. Esponenti del Partito Comunista Italiano come Achille Occhetto e Walter Veltroni denunciarono, in quest'operazione, un possibile pericolo per il pluralismo dell'informazione televisiva.
La Fininvest quindi, dopo l'acquisizione sia di Italia 1 che di Rete 4, divenne l'unico operatore privato televisivo nazionale. A seguito di questi eventi, il 3 ottobre 1984 l'Associazione nazionale teleradio indipendenti (ANTI) inviò al ministro delle Poste e delle Telecomunicazioni Antonio Gava la richiesta di immediata disattivazione degli impianti di Canale 5, Italia 1 e Rete 4, per violazione dell'articolo 195 del D.P.R. 29 marzo 1973, n. 156, meglio noto all'epoca come codice postale (dal momento che le tre emittenti utilizzavano gli impianti di trasmissione senza alcuna licenza), nonché la sentenza n. 237/1984 della Corte costituzionale, che ribadiva che la presenza delle TV private era legittima solo se la radiodiffusione era effettuata in ambito locale.
Pochi giorni dopo, il 16 ottobre, alcuni pretori (a Torino, Roma e Pescara) fecero disattivare i ripetitori delle tre reti in Piemonte, Lazio e Abruzzo, interrompendo l'interconnessione in quelle regioni, perché sospettati di violare l'articolo 195 del codice postale; i legali di Berlusconi reagirono proponendo ricorso al tribunale della libertà. Si venne così a creare un caso mediatico; sulla questione intervenne il Governo Craxi I con un primo decreto legge il 20 ottobre 1984, ma furono sollevate eccezioni di costituzionalità e il 28 novembre il decreto venne bocciato alla Camera. Il 6 dicembre ne venne presentato un secondo, che passò l'esame delle Camere nel 1985 e venne poi convertito in legge (n. 10/1985); il 1º giugno ne venne emanato un terzo. Si parlò comunemente di questi decreti legge come «Decreti Berlusconi». Scopo dei decreti fu autorizzare in via temporanea le reti private nazionali a trasmettere.
Il 16 dicembre 1985, poco tempo prima della scadenza dell'ultimo decreto, il tribunale di Roma assolse la Fininvest dall'accusa di aver violato il codice postale, dal momento che la diffusione di programmi in tutto il territorio nazionale tramite videocassette preregistrate era stata resa legale dalla legge n. 10/1985; rimaneva però illegale la trasmissione in diretta di programmi televisivi.
La Corte costituzionale, con la sentenza n. 826 del 14 luglio 1988 tornò a occuparsi del sistema radiotelevisivo nazionale. Nella prima parte del dispositivo confermò quanto già espresso più volte in precedenza; nella parte centrale stabilì che, fino a quando il Parlamento non avesse approvato una legge di regolamentazione dell'etere pubblico, solo la Rai poteva trasmettere a livello nazionale. I giudici inoltre prescrissero che una legge di regolamentazione del settore dovesse prevedere «quel sistema di garanzie efficace al fine di ostacolare in modo effettivo il realizzarsi di concentrazioni monopolistiche». Entrando nel giudizio di merito la Corte constatava che, con i «decreti Berlusconi», il legislatore aveva acconsentito alla Fininvest di continuare a trasmettere i suoi programmi a diffusione nazionale e in tal modo la disciplina in questione «non ha seguito le indicazioni contenute nella sentenza n. 148 del 1981», ma la Corte, al contempo, riconosceva che i decreti avevano carattere temporaneo ed erano destinati a essere superati da una nuova normativa a carattere generale e solo a questa condizione «si può ammettere che una legge siffatta possa trovare una base giustificativa». La Consulta rigettò quindi le eccezioni di incostituzionalità sollevate dalle preture sui decreti Berlusconi, consentendo a Rete 4 di continuare a trasmettere. Al contempo lanciò un monito al Parlamento: «se l'approvazione della nuova legge dovesse tardare oltre ogni ragionevole limite temporale», avrebbe sentenziato l'incostituzionalità dei decreti Berlusconi, «con le relative conseguenze».

## La legge Mammì e la sentenza della Corte Costituzionale n. 420/1994
Nell'agosto 1990, a distanza di due anni dalla sentenza della Consulta, il parlamento emanò la nuova «Disciplina del sistema radiotelevisivo pubblico e privato» con la Legge 6 agosto 1990 n. 223, soprannominata «Legge Mammì», dal nome del repubblicano Oscar Mammì, ministro delle poste e delle telecomunicazioni del Governo Andreotti VI, concepita come una sanatoria della situazione che si era creata di fatto nell'etere. Inoltre la legge consentiva ai privati l'interconnessione ma vietava a un privato di controllare più del «25 per cento del numero di reti nazionali previste» e comunque non più di tre reti radiotelevisive. Il Parlamento però rinunciò ad assegnare le frequenze tramite una regolare gara; le imprese emittenti erano autorizzate a trasmettere fino all'agosto 1996.
Il 7 dicembre 1994 la Corte costituzionale (sentenza n. 420) bocciò la legge Mammì definendola «incoerente, irragionevole» e inidonea a garantire il pluralismo in materia televisiva. L'articolo 15, comma quarto della legge fu dichiarato incostituzionale per violazione dell'articolo 3 della Costituzione; la Consulta sollecitò quindi il legislatore a trovare una soluzione definitiva entro l'agosto 1996, rispettando l'auspicio di aumentare il pluralismo informativo (articolo 21 della Costituzione). Secondo il pronunciamento, la legge del 1990 non risolveva i problemi di concentrazione che la Corte aveva evidenziato nella sua sentenza del 1988, in quanto le 3 reti possibili, su un massimo di 12, di cui 9 date in concessione ai privati, avrebbero continuato a permettere ad un unico soggetto (la cui situazione era già stata definita incostituzionale precedentemente) di controllare un terzo delle reti (superando il tetto del 25% fissato dalla legge Mammì), ma anzi li aggravava, perché, in una situazione in cui vi è già una "posizione dominante", fissando a 9 le reti in concessione ai privati, rispetto all'assenza di limiti precedenti alla legge del 1990, si tiene "fuori dalla categoria dei soggetti privati concessionari [...] ogni ulteriore emittente nazionale non utilmente collocata in graduatoria", impedendo quindi l'accesso a possibili nuovi concorrenti che porterebbero un maggiore pluralismo.
Ed allora il grado di concentrazione consentito non può che essere inferiore in quest'ultimo settore per la ragione che l'esigenza di prevenire l'insorgere di posizioni dominanti si coniuga con l'inevitabile contenimento del numero delle concessioni assentibili. Ed invece - se si considera che dalla particolare disciplina posta dall'art. 1, comma 1, per l'ipotesi di titolarità di concessioni televisive in ambito nazionale e contestualmente di controllo di imprese editrici di quotidiani si deduce che la titolarità di una concessione è equiparata (nella valutazione discrezionale del legislatore) al controllo di imprese editrici di quotidiani con una tiratura pari all'8% della tiratura complessiva dei giornali in Italia - emerge che il limite del 25%, in principio, e del numero massimo di tre reti, allo stato, di cui all'art. 15, comma 4, cit. appare meno rigoroso del limite del 20% di cui all'art. 3, comma 1, cit.. Ciò da una parte ne svela l'incoerenza e quindi la irragionevolezza (art. 3 Cost.), d'altra parte ne conferma ulteriormente la inidoneità; questa peraltro aggravata dal rischio di ulteriore accentuazione della posizione dominante in ragione della possibilità per il titolare di tre emittenti nazionali di partecipare, sia pur come socio di minoranza, a imprese titolari di altre concessioni e ad imprese impegnate in altri settori dell'editoria.
[...]
Si impone quindi - per le ragioni finora esposte (e rimanendo assorbita la verifica degli altri parametri invocati dal giudice rimettente) - la dichiarazione di incostituzionalità del quarto comma dell'art. 15 cit. nella parte relativa alla radiodiffusione televisiva.
Con la dichiarazione di illegittimità costituzionale dell'art. 15, comma 4, il valore del pluralismo, espresso dall'art. 21 Cost., si specifica già, come regola di immediata applicazione, nel divieto - in rapporto all'attuale assetto complessivo del settore televisivo - di titolarità di tre concessioni di reti nazionali su nove assentibili a privati (o dodici in totale) ovvero di titolarità del 25% del numero complessivo delle reti previste, mentre rimane nella discrezionalità del legislatore disegnare la nuova disciplina positiva di tale limite per colmarne la sopravvenuta mancanza.
Limite che dovrà essere rispettoso della regola suddetta e dell'esigenza costituzionale, ad essa sottesa, di necessaria tutela del pluralismo delle voci sicché, qualunque sia la combinazione dei parametri adottati, non sarà, allo stato, in alcun caso possibile che la risultante finale sia tale da consentire che un quarto di tutte le reti nazionali (o un terzo di tutte le reti private in ambito nazionale) sia concentrata in un unico soggetto. Ferma, quindi, la esclusione di un limite percentuale pari ad un quarto delle reti complessivamente disponibili, di per sé atto a consentire la ripartizione della emittenza privata fra una rosa ristrettissima di forti concentrazioni oligopolistiche, spetterà al legislatore - che sollecitamente dovrà intervenire - emanare una nuova disciplina della materia con forme a Costituzione, individuando i nuovi indici di concentrazione consentita e scegliendo tra le ipotesi normative possibili (come, ad esempio, riducendo il limite numerico delle reti concedibili ad uno stesso soggetto ovvero ampliando, ove l'evoluzione tecnicologica lo renda possibile, il numero delle reti complessivamente assentibili).
Peraltro, come già si è osservato, la dichiarazione di incostituzionalità non determina un vuoto di disciplina, vuoto che significherebbe un arretramento verso la mancanza di alcun limite alla titolarità di plurime concessioni. Rimane infatti pienamente efficace il decreto legge 323/93, e quindi resta ferma nel periodo di transizione - e limitatamente a tale periodo - la provvisoria legittimazione dei concessionari già assentiti con d.m. 13 agosto 1992 a proseguire nell'attività di trasmissione con gli impianti censiti.»
(sentenza della Corte costituzionale n. 420, anno 1994)

## Il referendum del 1995 e la legge Maccanico
Nel 1995 l'esito di un referendum popolare mantenne la situazione inalterata.
Il 22 maggio 1997 il Parlamento approvò la «Legge Maccanico», dal nome di Antonio Maccanico, ministro delle poste e delle telecomunicazioni del Governo Prodi I. Recependo il dettato della Corte, la legge vietava ad uno stesso soggetto di essere titolare di concessioni o autorizzazioni che consentissero di irradiare più del 20 per cento delle reti televisive analogiche in ambito nazionale.
La norma istituiva l'Autorità per le garanzie nelle comunicazioni e, colmando una lacuna decennale, prevedeva l'approvazione di un «Piano nazionale delle frequenze». Nell'attesa dell'approvazione del Piano, il termine ultimo del regime di prorogatio, fissato dalla legge Mammì all'agosto 1996, fu posticipato all'aprile 1998.

La legge stabiliva inoltre che le "reti eccedenti", ovvero Rete 4 e TELE+ Nero, avrebbero potuto continuare a trasmettere anche dopo il nuovo limite dell'aprile 1998, a patto che affiancassero alle trasmissioni analogiche quelle digitali (intese allora come cavo e satellite), per permettere un passaggio graduale a queste ultime. Ma ciò sarebbe avvenuto solo quando la stessa Autorità avesse accertato che in Italia la diffusione di antenne paraboliche fosse congrua. Termine, quest'ultimo che, non esprimendo una quantità, era lasciato alla discrezione dell'Autorità Garante.

## Il ricorso di Di Stefano
Il Piano nazionale delle frequenze fu approvato dall'Autorità per le garanzie nelle comunicazioni nel 1998. L'Autorità stabilì che le reti televisive a copertura nazionale, pubbliche e private, dovessero essere 11. Di esse, tre erano riservate per legge al servizio pubblico (la Rai); le restanti otto reti a copertura nazionale sarebbero state assegnate con una gara pubblica. Ciascun operatore privato poteva possedere fino a un massimo di due reti, limite antitrust della legge Maccanico. All'esito della gara, in data 28 luglio 1999, sulla base della graduatoria approvata dalla Commissione, furono rilasciate sette concessioni nazionali:
1. Canale 5,
2. Italia 1,
3. TELE+ Bianco,
4. Telemontecarlo,
5. TMC 2,
6. Europa 7,
7. Elefante Telemarket.

Rete 4 e TELE+ Nero persero così il diritto di trasmettere, così come Rete Mia e Rete A. L'assegnazione dell'ottava concessione fu sospesa per il ricorso di un concorrente. Infatti l'imprenditore Francesco Di Stefano, titolare di Centro Europa 7 (proprietaria dei marchi Europa 7 e 7 Plus) che aveva chiesto due concessioni, per Europa 7 e 7 Plus, vincendone una per Europa 7, presentò ricorso al Consiglio di Stato, il quale, accogliendo la sua istanza, ordinò al ministero di assegnargli una seconda concessione. La sentenza però non poté essere immediatamente applicata: al contrario dei vincitori di concessione che già trasmettevano (come Canale 5 e Italia 1), Europa 7 era un soggetto nuovo, e quindi doveva attendere il Piano di assegnazione delle frequenze per poter iniziare le trasmissioni sulle bande che gli sarebbero state assegnate. Il ministero stesso, in una nota del 22 dicembre 1999, si impegnò con Centro Europa 7 affinché in breve tempo si arrivasse "di concerto con l'Autorità, alla definizione del programma di adeguamento al piano d'assegnazione delle frequenze". In ogni caso Europa 7 non riuscì a trasmettere e il Ministero, contravvenendo al risultato della gara pubblica, non concesse le frequenze. Anzi, con un'autorizzazione ministeriale del 1999, consentì la prosecuzione delle trasmissioni analogiche a Rete 4 che, in base alla gara pubblica, non ne aveva diritto. Cominciò da parte della società Europa 7 una serie di ricorsi al Tribunale Amministrativo Regionale (TAR) del Lazio e al Consiglio di Stato. Con la sentenza del 12 giugno 2001, il Consiglio di Stato assegnò definitivamente l'ottava concessione a 7 Plus.
Nel novembre 2002 fu investita della questione la Corte costituzionale, cui fu chiesto di valutare la costituzionalità dell'articolo 3, comma 6 e 7, della legge 31 luglio 1997, n. 249 (cioè la legge Maccanico), che permette a chi ha un numero di reti superiore alle due massime previste dalla norma di prorogare le trasmissioni in analogico, a patto che a queste si inizino ad affiancare le trasmissioni in digitale, fino ad un termine che doveva essere deciso dall'Autorità per le garanzie nelle comunicazioni (AGCOM). La Corte, con la sentenza 466/2002, confermò - come già affermato nel 1994 - che nessun privato può possedere più di due frequenze televisive e che le reti eccedenti (in questo caso Rete 4 e TELE+ Nero), avrebbero dovuto cessare la trasmissione in via analogica terrestre. La Corte specificò anche che un accentramento di reti nel 2002 era anche ben più grave che nel 1994, essendoci state allora 12 frequenze nazionali disponibili in chiaro, mentre nel 2002 (quando fu emessa la sentenza) ve n'erano solo 11 disponibili, alcune delle quali peraltro assegnate a emittenti che trasmettono in forma criptata. La Corte, tuttavia, ritenne non incostituzionale l'art. 3 comma 6 (che ammette le proroghe), ma incostituzionale l'art. 3 comma 7 (per cui la fissazione della proroga al poter usare le frequenze terrestri prima del trasferimento obbligatorio alle trasmissioni digitali non era fissato dalla legge e la sua decisione era demandata all'Autorità per le comunicazioni) e fissò un limite improrogabile entro il 31 dicembre 2003 per il passaggio esclusivo al satellite e/o al cavo (basandosi su una valutazione dell'AGCOM che riteneva quella data sufficiente per trasferire tutte le trasmissioni di Rete 4 e TELE+ Nero su altre piattaforme tecnologiche), senza ovviamente entrare nello specifico del caso della ricorrente Europa 7 (che aveva chiesto di considerare incostituzionali entrambi i commi, in quanto "l'attuale normativa di settore", ovvero le proroghe per le reti eccedenti regolate dai due commi, "le impedirebbe di utilizzare concretamente le frequenze che le sono state assegnate nella fase di pianificazione"), che per le precedenti decisioni (il decreto ministeriale del luglio 1999) rimaneva comunque l'assegnataria delle frequenze che così si fossero liberate.

La Corte era chiamata a esprimersi sulla supposta incostituzionalità dei due commi che permettevano la prosecuzione delle trasmissioni alle "reti eccedenti", non sulla correttezza della vecchia gara di assegnazione delle concessioni nazionali, infatti specificò che:
...
La descritta situazione di fatto non garantisce, pertanto, l'attuazione del principio del pluralismo informativo esterno, che rappresenta uno degli "imperativi" ineludibili emergenti dalla giurisprudenza costituzionale in materia. Questa Corte ha, infatti, costantemente affermato la necessità di assicurare l'accesso al sistema radiotelevisivo del "massimo numero possibile di voci diverse" (sentenza n. 112 del 1993), ed ha sottolineato l'insufficienza del mero concorso fra un polo pubblico e un polo privato ai fini del rispetto delle evidenziate esigenze costituzionali connesse all'informazione (sentenze n. 826 del 1988 e n. 155 del 2002).
L'obiettivo di garantire, tra l'altro, il pluralismo dei mezzi d'informazione è stato sottolineato, in una prospettiva più ampia, anche a livello comunitario in recenti direttive: direttiva 2002/19/CE, relativa all'accesso alle reti di comunicazione elettronica, alle risorse correlate e all'interconnessione delle medesime (direttiva di accesso); direttiva 2002/20/CE, relativa alle autorizzazioni per le reti e i servizi di comunicazione elettronica (direttiva autorizzazioni); direttiva 2002/21/CE, che istituisce un quadro normativo comune per le reti ed i servizi di comunicazione elettronica (direttiva quadro); direttiva 2002/22/CE, relativa al servizio universale e ai diritti degli utenti in materia di reti e di servizi di comunicazione elettronica (direttiva servizio universale).
In questo quadro la protrazione della situazione (peraltro aggravata) già ritenuta illegittima dalla sentenza n. 420 del 1994 ed il mantenimento delle reti considerate ancora "eccedenti" dal legislatore del 1997 esigono, ai fini della compatibilità con i principi costituzionali, che sia previsto un termine finale assolutamente certo, definitivo e dunque non eludibile.»
(dalla sentenza 466/2002 della Corte costituzionale)

## La legge Gasparri
Grazie a varie proroghe governative approvate dal Parlamento, Rete 4 continuò a trasmettere; tale situazione si è protratta fino al 2003, quando il governo dell'epoca (Governo Berlusconi II) approvò una legge di riordino del sistema radiotelevisivo italiano, denominata Legge Gasparri (dal nome del ministro delle comunicazioni Maurizio Gasparri). La nuova normativa permise all'emittente di continuare a trasmettere legittimamente per via analogica.
Le critiche alla proposta di legge giunsero dai partiti di opposizione, supportati dal sindacato dei giornalisti (FNSI), e si concentrarono particolarmente sul cosiddetto Sistema integrato delle comunicazioni. A questo proposito le opposizioni sostennero nel dibattito parlamentare che la proposta di legge, pur lasciando immutati i limiti antitrust, li rendeva, di fatto, inefficaci, allargando l'insieme su cui calcolarli. La percentuale del 20% non sarebbe infatti più stata calcolata sulle singole risorse, come i canali televisivi, ma sull'insieme delle risorse di comunicazioni: televisive, radiofoniche ma anche giornalistiche e cartellonistiche.
A seguito del rinvio alle camere intervenne poi lo stesso governo in carica, che varò nel dicembre del 2003 un decreto legge, definito dagli ambienti del centro-sinistra «Salva Retequattro», con cui venne anticipata la parte della legge Gasparri concernente il digitale terrestre indicando una moratoria di quattro mesi, dopo la quale sarebbe stata verificata l'effettiva diffusione dei canali digitali (ovvero la copertura della popolazione).
Tale decreto permise al gruppo Mediaset di continuare le trasmissioni in chiaro di Rete 4, dopo che varie sentenze della Corte costituzionale avevano stabilito che la rete avrebbe dovuto spegnere le proprie frequenze analogiche a partire dal primo gennaio 2004 (dunque trasmettendo esclusivamente su altre piattaforme tecnologiche), mentre dalla stessa data Rai 3 non avrebbe potuto trasmettere pubblicità (come conseguenza della legge Maccanico). In entrambi i casi il motivo era legato al superamento del tetto del numero di canali nazionali disponibili dal Piano nazionale di assegnazione delle frequenze: la Corte costituzionale aveva infatti argomentato che dovessero essere undici. Inoltre la stessa Corte aveva ravvisato in tale situazione, nel 1994, una violazione dell'articolo 21 della Costituzione.

## La situazione degli anni 2000
Rai e Mediaset hanno, congiuntamente, più dell'80% degli ascolti televisivi e raccolgono (dati relativi al 2006) l'83,9% della pubblicità (di cui il 29,0% alla Rai e il 54,9% a Mediaset), seguiti da Telecom Italia Media e Sky entrambi con il 3,3%. Per quello che riguarda le offerte televisive a pagamento è Sky a detenere da sola il 91,4% degli introiti, contro il 3,8% di Mediaset e il 4,8% di tutti gli altri operatori.
La relazione annuale dell'AGCOM dà un'indicazione del fatturato annuale di ciascun operatore televisivo, dalla relazione si scopre che vi sono 4 operatori principali: Rai, RTI (Mediaset), Sky e Telecom Italia Media.
Siamo quindi di fronte, stando solo ai ricavi di questi soggetti, ad un oligopolio, in cui ciascuno trae la propria fonte di reddito da fonti diverse: la Rai da abbonamenti tv e pubblicità; RTI, Sky e Telecom Italia Media da pubblicità e pay tv.
| Operatore televisivo | Ricavi in milioni di euro |
| Rai                  | 2650                      |
| RTI (Mediaset)       | 2286                      |
| Sky                  | 2190                      |
| Telecom Italia Media | 162                       |
| Altri                | 491                       |

Nel 2005 il Consiglio di Stato pose alla Corte di Giustizia Europea dieci questioni, tra cui una (indirettamente) su Rete 4.
La sentenza della corte, inizialmente prevista per il maggio 2007, è stata più volte rimandata; il 12 settembre 2007 le conclusioni dell'avvocatura della Corte evidenziavano che:
I giudici nazionali devono esaminare attentamente le ragioni addotte da uno Stato membro per ritardare l’assegnazione di frequenze ad un operatore che così ha ottenuto diritti di radiodiffusione televisiva in ambito nazionale e, se necessario, ordinare rimedi appropriati per garantire che tali diritti non rimangano illusori»
(Causa C-380/05, conclusioni dell’avvocato generale Poiares Maduro)
Il 31 gennaio 2008 la Corte ha emesso la sentenza su tale ricorso:
Il 31 maggio 2008 il Consiglio di Stato ha respinto il ricorso presentato da Europa 7 contro il Ministero delle comunicazioni e RTI (Mediaset) in cui si chiedeva la sospensione dell'autorizzazione a trasmettere per Rete 4, poiché «tardivo»; tuttavia, tale decisione non legittima la posizione del terzo canale Mediaset, che è ancora pendente vista la mancanza di concessione. Inoltre, è stato dichiarato inammissibile il ricorso di Europa 7 che chiedeva l'assegnazione delle frequenze, in quanto il Consiglio di Stato non può sostituirsi all'esecutivo. In questo senso, la Suprema magistratura amministrativa ha respinto anche un ricorso di Mediaset che chiedeva l'annullamento della sentenza del TAR del Lazio del 2004, chiedendo quindi al Ministero dello sviluppo economico di pronunciarsi nuovamente sulla richiesta di frequenze di Europa 7, richiedendo, in particolare, una nuova «risposta motivata» dal Governo, formulata in base alla sentenza della Corte di giustizia dell'Unione europea del 31 gennaio.
Il 27 giugno 2008, l'Unione europea pone nuovamente alcune domande sull'assetto televisivo in Italia, alcune di queste riguardano Rete 4.
Il 16 dicembre 2008 la VI sezione del Consiglio di Stato, presieduta da Giovanni Ruoppolo, si riunisce per ascoltare le parti. La richiesta economica dell'emittente è pari a 2,169 miliardi, se le frequenze saranno attribuite, ovvero 3,5 miliardi nel caso opposto. Il 21 gennaio 2009, con decisione n. 242, (riprendendo la questione già parzialmente decisa con la sentenza non definitiva del Consiglio n. 2622/08 del 31 maggio 2008), i giudici stabiliscono che Europa 7 otterrà dallo Stato un risarcimento di poco più di 1 milione di euro (meno di un millesimo di quanto richiesto).
L'8 aprile 2010 è stata risolta definitivamente la disputa: per integrare la copertura del canale 8 in banda VHF, il Ministero ha deciso di assegnare dei canali ulteriori, mettendo dunque fine al contenzioso decennale e al ricorso al TAR.
Nell'intesa è stato inserito un vincolo per l'emittente affinché non venda le frequenze aggiuntive fino al termine ultimo dello switch-off.
Nel giugno 2012 la Corte europea dei diritti dell'uomo ha condannato lo Stato italiano per aver ostruito la concessione di frequenze televisive ad Europa 7. La Corte ha fissato l'ammontare del risarcimento in 10 milioni di euro, a fronte della richiesta dell'emittente di 2 miliardi di euro. Inoltre la Corte ha respinto l'accusa rivolta da Europa 7 nei confronti di Mediaset.